# Hylke Mølle
Hylke Mølle er en vandmølle der i middelalderen blev opført ved en bæk, der udmundede i sydenden af Skanderborg Sø. Den blev nedlagt igen i 1932.
I middelalderen tilhørte Hylke Mølle nonnerne på Ring Kloster, ligesom også Vester Mølle, Røde Mølle og Hede Mølle gjorde. I 1573 – efter reformationen – kom Hylke Mølle i kongens besiddelse. De efterfølgende fæstere skulle betale en relativ lille landgilde til kongen sammenlignet med andre møller i området, hvilket formentlig skyldtes, at en del af vandet blev ledt væk fra møllen, enten til Skanderborg Slot eller til fiskedamme ved Ring Kloster.
Herefter var møllen bortfæstet til en række forskellige fæstere, før den i 1767 blev sat til salg ved den store krongodsauktion, hvor også bl.a. Skanderborg Slot, Dyrehaven og Skvæt Mølle også blev solgt. Hylke Mølle blev herefter drevet af en række private ejere indtil 1932, hvor mølledriften ophørte. Den øverste etage af møllen blev fjernet, og den nederste blev brugt til redskabsrum for den tilhørende Hylke Nedermølle, der fortsat blev brugt til kornmaling indtil 2. Verdenskrig, hvor også Nedermølle blev nedlagt.
Møllehuset fra Hylke Mølle er kun fragmentarisk bevaret, men stammer formodentlig fra sidste halvdel af 1800-tallet. Vandføringen er nu ledt uden om møllen, mens møllendammen er bevaret. På et tidspunkt i historien må vandstanden i mølledammen være blevet hævet, da der tværs gennem dammen findes trædesten i ca. 20 centimeters dybde.

## Eksterne kilder og henvisninger
- Artiklen er tilpasset efter artiklen (historik) på Skanderborg Leksikon (CC BY-SA 3.0) .
- "Vandmøller omkring Skanderborg", Jens Ingvordsen. I: Skanderborg Museums årbog 1989-1990, s. 32-39
- "Vandmøller i det gl. Skanderborg amt", Kristian Vestergaard. 1981, s. 85-87

|  | Denne artikel om lokaliteten Hylke Mølle kan blive bedre, hvis der indsættes et (bedre) billede. Du kan hjælpe ved at afsøge Wikimedia Commons for et passende billede eller lægge et op på Wikimedia Commons med en af de tilladte licenser og indsætte det i artiklen. |

56°0′8.3″N 9°55′32.69″Ø / 56.002306°N 9.9257472°Ø